# Ptychomitrium ferrugineum
Ptychomitrium ferrugineum là một loài rêu trong họ Ptychomitriaceae. Loài này được (Herzog) Broth. mô tả khoa học đầu tiên năm 1925.